# ダビッド・ベー
ダビッド・ベー（David B.、1959年2月9日 - ）は、フランスのバンド・デシネ作家(漫画家)である。

## 経歴
パリの応用美術の学校で広告の勉強をした後、1985年より漫画を描き始め、「オカピ(Okapi)」、 「ア・シュイーヴル(A Suivre)」、「タンタン・ルポルテ(Tintin Reporter)」、「シック(Chic)」など様々な雑誌にイラストレーションを寄稿。1986年、『呪いの切手』で漫画家としてデビューする。そのくっきりした線を使ったモノクロームの画風は、ジョルジュ・ピシャールやジャック・タルディなどから影響を受けている。1990年、独立系の出版社ラソシアシオンをルイス・トロンダイムらとともに共同設立、この出版社はマルジャン・サトラピやジョアン・スファールの作品を出版し、スタイルやテーマの点でフランスの小出版の漫画に大きな影響を与えた。彼の漫画作品はラソシアシオンが出版するアンソロジー雑誌「ラパン(Lapin)」に発表されている。1990年代の作品の多くは自身の夢を扱ったものであり、これらの作品は作品集『蒼白の馬』と『ある夜の出来事』に収められている。
1996年から2003年にかけて、てんかんに罹った兄との関わりを描いた自伝的作品『大発作』を発表した。この作品は英語に翻訳された彼の最初の作品であり、近年のバンド・デシネを代表する作品の一つと考えられている。『大発作』はアングレーム国際漫画祭に繰り返しノミネートされており、2002年には第4巻が最優秀シナリオ賞を受賞、第2巻と第6巻がベストコミックブック賞にノミネート、2003年に第6巻がジュネーヴ市国際賞を受賞している。また同作品は2005年にも、優れた漫画作品に与えられるイグナッツ賞を受賞した。
1997年より彼はラソシアシオン以外でも出版者として活動しており、ジョアン・スファール、クリストフ・ブラン、 エマニュエル・ギベールなどとのコラボレーションも行っている。

## 作品

### シリーズ
- 黄色い小人（Le Nain Jaune、1993年-1994年、5巻）
- 4人の学者（Les 4 Savants、1996年-1998年、3巻）
- 大発作（L'Ascension du Haut Mal、1996年-2002年、6巻）
- ある夜の出来事（Les Incidents de la Nuit、1999年-2002年、3巻）
- ハイラム・ローワットとプラシド（Hilam Lowatt et Placido、クリストフ・ブラン原作、2000年、2巻）
- 宝物の狩人（Les Chercheurs de Trésors、2003年－2004年）
- バベル（Babel、2004年-2006年、2巻）
- 最良の敵（Les Meilleurs Ennemis、ジャン＝ピエール・フィリューとの共作、2011年-、既刊2巻）

### 単巻
- 呪いの切手（Le Timbre Maudit、1986年）
- 幼児学者から学ぶこと（Les Leçons du Nourrisson Savant、1990年）
- 蒼白の馬（Le Cheval Blême、1992年）
- 棺のレース（Le Cercueil de Course、1993年）
- 夢遊病者の本（Le Livre Somnambule、1994年)
- 家族爆弾（La Bombe Familiale、1997年）
- 四角天狗（Le Tengû Carré、1997年)
- ママにだって悩みがある（Maman a des Problèmes、アンヌ・バラウー作、1999年）
- 紅の船長（Le Capitaine Écarlate、エマニュエル・ギベール作画、2000年）
- 廃墟の講義（La Lecture des Ruines、2001年）
- 夜の陰謀（Les Complots Nocturnes、2005年）
- シマウマ（Zèbre、2005年)
- 武装された庭とその他の物語（Le Jardin Armé et Autres Histoires、2006年）
- 2つの夢（2 Rêves、2007年）
- 黒い小道で（Par les Chemins Noirs、2007年）

## 日本での出版
- 『大発作 てんかんをめぐる家族の物語』（フレデリック・ボワレ監修、関澄かおる訳、2007年8月、明石書店、ISBN 4750325902）

## 参照
- David B. publications in (A SUIVRE) BDoubliees （フランス語）

脚注
1. 1 2  Lambiek Comiclopedia. “David B.”. 2008年5月27日閲覧。